# Miss Massachusetts USA
 (février 2021).
Améliorez-le ou discutez des points à vérifier. 
 (juin 2014).
Si vous disposez d'ouvrages ou d'articles de référence ou si vous connaissez des sites web de qualité traitant du thème abordé ici, merci de compléter l'article en donnant les références utiles à sa vérifiabilité et en les liant à la section « Notes et références ».

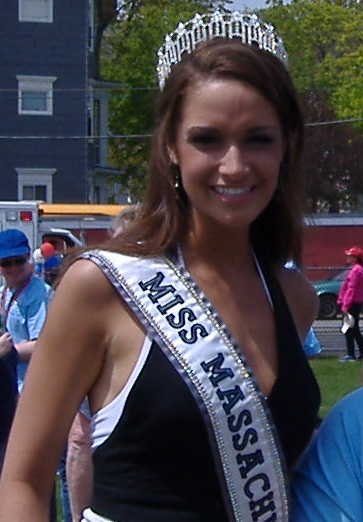
Tiffany Kelly

Miss Massachusetts USA, est un concours de beauté féminin, pour les jeunes femmes âgées de 17 à 27 ans, habitants l'état du Massachusetts, dont la gagnante participe à l'élection de Miss USA.